# Ćehotina
Il Ćehotina (pronuncia [tɕɛ̌xɔtina], in montenegrino Ћеxотина, noto anche come Ćeotina, Ćotina o Čehotina) è un fiume del Montenegro e della Bosnia ed Erzegovina, affluente di destra della Drina, in cui confluisce in corrispondenza della città bosniaca di Foča.

## Corso del fiume

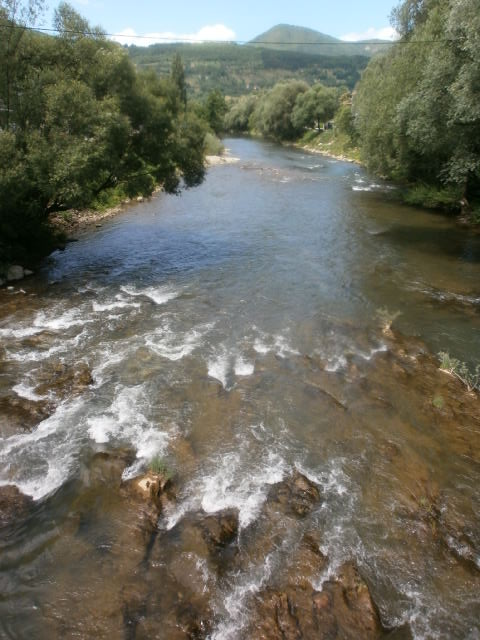
Il Ćehotina nei pressi di Foča.

Il Ćehotina è lungo 125 km, 100 dei quali sono compresi nel Montenegro e gli ultimi 25 km nella Bosnia ed Erzegovina.
Il fiume ha origine da due piccoli corsi d'acqua a Kozica, sul versante meridionale dei rilievi del Mataruge nella regione montenegrina di Donji Kolašin a 1 020 m s.l.m., 20 km a sud-est di Pljevlja nei pressi del confine con la Serbia. Inizialmente scorre verso nord-ovest con molte curve e anse per via della morfologia montagnosa del terreno. Quindi attraversa il bacino carbonifero di Pljevlja di cui bagna l'omonima città per proseguire verso la regione di Podgora, vicino ai villaggi di Radosavec, Židovići, Donja Brvenica e la piccola cittadina di Gradac.
Poi il fiume passa tra la regione di Bukovica a nord e l'estremità settentrionale del monte Ljubišnja, e per pochi chilometri segna il confine tra il Montenegro e la Bosnia ed Erzegovina.
Continua poi nei pressi dei villaggi di Vikoč, Falovići, Godijeno e Brusina, prima di sfociare nel fiume Drina. La città di Foča sorge alla sua confluenza.
Il Ćehotina ha solo modesti affluenti, tra questi il Kamenica e il Voloder che confluisce nei pressi di Gradac. Il fiume appartiene al bacino idrografico del mar Nero e la sua area si estende per 1 501 km². Il corso d'acqua non è navigabile.
Una diga alta 59 m è stata costruita nel 1980 nel corso superiore del Ćehotina per assicurare acqua di raffreddamento per la centrale a carbone di Pljevlja, situata 8 km a valle.

## Nella cultura di massa
Il gruppo montenegrino "Autogeni Trening" ha coimposto una canzone dal titolo "Ćehotina".
Una delle più belle Sevdalinka (canzone popolare) della Bosnia ed Erzegovina si intitola "Dvije su se vode zavadile" ("Due fiumi litigano"). Nella canzone il fiume Ćehotina dice alla Drina di attenderla fino a mezzogiorno del giorno seguente. Una delle versioni più conosciute della canzone è interpretata dal celebre cantante popolare Zaim Imamović.